# Alexandru Drăghici

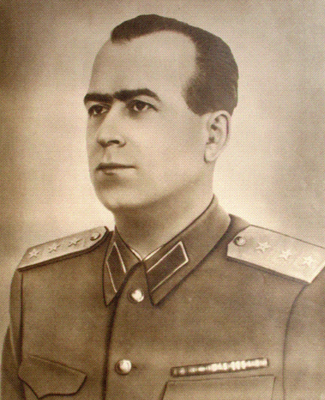
Alexandru Drăghici

Alexandru Drăghici (* 27. September 1913 in Tisău, Kreis Buzău, Rumänien; † 12. Dezember 1993 in Budapest, Ungarn) war ein rumänischer kommunistischer Aktivist und Politiker.

## Leben
Der Industriearbeiter Drăghici trat im Alter von 20 Jahren dem kommunistischen Untergrund bei. Wegen illegaler politischer Tätigkeit wurde er 1935 gemeinsam mit seiner zukünftigen Rivalin Ana Pauker verhaftet, zu über neun Jahren Haft verurteilt und erst nach dem Umsturz vom 23. August 1944 freigelassen. Als Vertrauter des kommunistischen Führers Gheorghe Gheorghiu-Dej stieg er nach dem Zweiten Weltkrieg in der Hierarchie der Kommunistischen Partei Rumäniens rasch auf. Drăghici leitete gezielt repressive Kampagnen gegen Gruppierungen ein, die dem Marxismus-Leninismus ablehnend gegenüberstanden. Zuvor hatte er Jugendbewegungen und das Lehrpersonal politisch säubern lassen.
Im Jahr 1952 und von 1957 bis 1965 bekleidete Drăghici das Amt des Innenministers. Von 1952 bis 1957 war er mit dem Amt des Ministers für Staatssicherheit betraut. In beiden Positionen kontrollierte er die Geheimpolizei Securitate. Während Drăghicis Amtszeit richteten sich die Repressionen der Abteilung für Staatssicherheit (rumänisch Departamentul Securității Statului) nicht nur gegen Aktivisten des anti-kommunistischen Widerstands in Rumänien, sondern dienten auch der politischen Säuberung der Kommunistischen Partei und anderer Teile der Bevölkerung.
Nach seiner Partizipation an einer Denunziationskampagne gegen die damalige Außenministerin Ana Pauker rückte die ungarische Gemeinschaft in Rumänien während des Ungarischen Volksaufstands 1956 in Drăghicis staatssicherheitliche Aufmerksamkeit, hier im Besonderen die Babeș-Bolyai-Universität Cluj. Die Erhebung im Nachbarland wurde von weiten Teilen der ungarischen Minderheit mit Sympathie verfolgt; worauf sich der Kurs der rumänischen Führung gegen die Ungarn verschärfte. Drăghici war an dem Schauprozess gegen Justizminister Lucrețiu Pătrășcanu beteiligt. Unter seiner Führung konnte die Bankräuberbande Banda Ioanid dingfest gemacht werden. Er galt als scharfer Gegner der Römisch-Katholischen und der Rumänisch-Orthodoxen Kirche.
Wie Gheorghiu-Dej war auch Drăghici ein Gegner der Entstalinisierung, jedoch signalisierten beide durch ihren nationalen Kommunismus und sozialistischen Patriotismus die Emanzipation Rumäniens von der Sowjetunion. Nach dem Tod Gheorghiu-Dejs fand Drăghici in dem aufstrebenden kommunistischen Führer Nicolae Ceaușescu einen erbitterten Gegner. Durch seinen Einfluss in der Partei gelang es ihm, Drăghici für alle öffentlich bekannten Verbrechen der Securitate verantwortlich zu machen. Nach dieser Schuldzuweisung zog sich Drăghici schließlich aus der Politik zurück, wurde aber vorerst nicht zur Rechenschaft gezogen. Er lebte zwischen 1968 und 1989 anonym im Raum Bukarest und verlegte nach der Rumänischen Revolution von 1989 seinen Wohnsitz zu seiner Familie nach Ungarn, wo er bis zu seinem Tod 1993 in Budapest lebte. Die neuen rumänischen Behörden bemühten sich vergeblich um seine Auslieferung. Drăghici wurde kurz vor seinem Tod 1993 von einem rumänischen Gericht in Abwesenheit der Anstiftung zum Mord schuldig gesprochen.